# 川北道貢院
川北道貢院位於四川省南充市閬中市保寧鎮，文物遺址年代判定為清。1991年4月16日公佈為四川省第三批文物保護單位。2013年3月5日列為第七批全國重點文物保護單位。